# Deserto de Okanagan
Deserto de Okanagan ou Deserto de Nk'mip é um nome comum (e incorreto) para uma área árida localizada na região de South Okanagan, em Colúmbia Britânica, Canadá, próximos ao Lago Osoyoos. A área que é tecnicamente composta por vegetação de estepe, é designada como Zona Biótica Árida de Osoyoos. As temperaturas no verão, normalmente excedem os 38 °C e porções do deserto recebem aproximadamente precipitações de 250 a 300 milímetros de chuva por ano. A região não é propriamente um deserto, mas sim uma vegetação de estepe.
Enquanto que certas regiões de Colúmbia Britânica possuem altas temperaturas, a área de South Okanagan é lar de algumas espécies de plantas que não são encontradas em nenhum lugar do Canadá. Isto é que faz estes tipos de plantas serem diferentes de outras espécies de regiões desérticas.